# Serwis porcelanowy

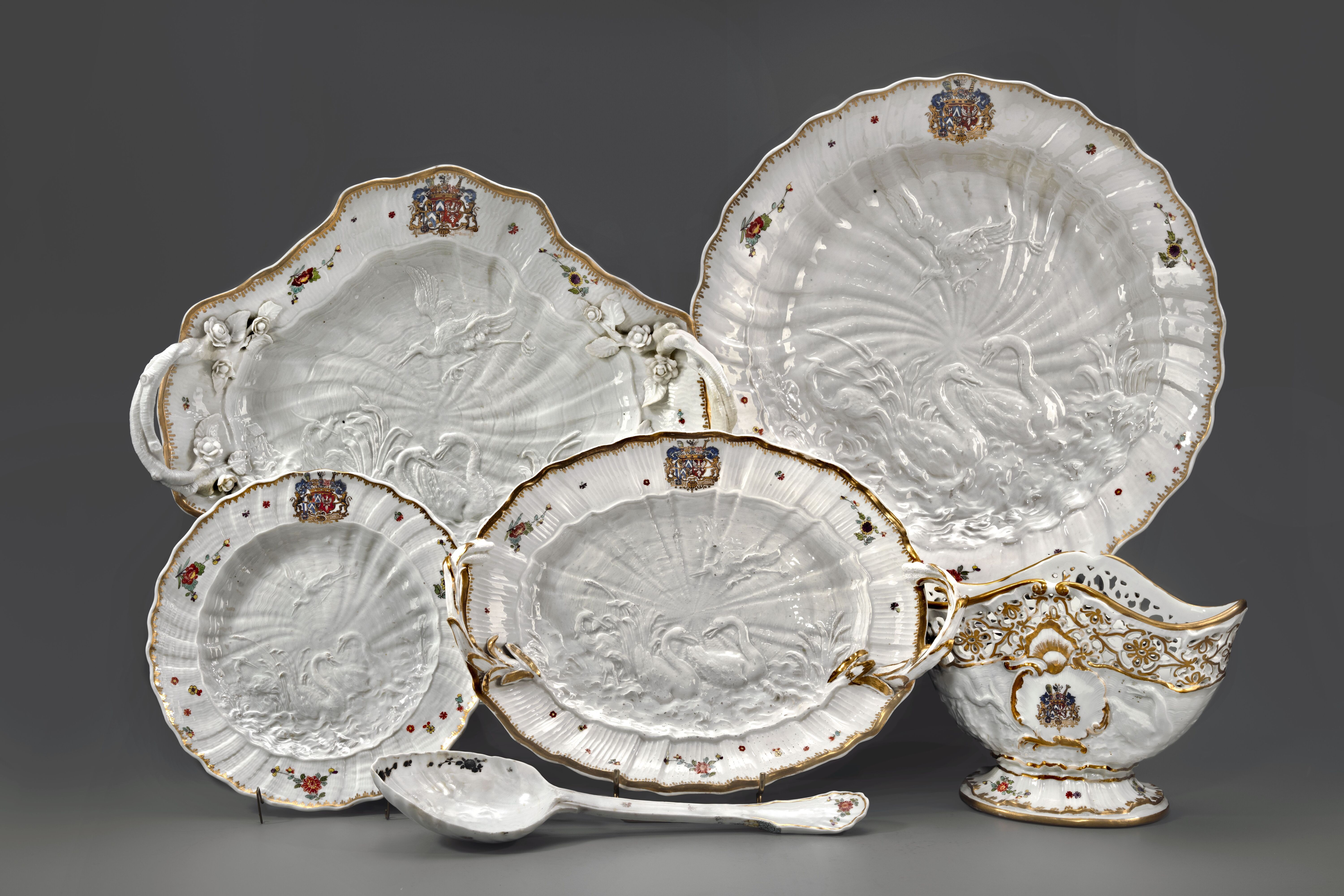
Naczynia z Serwisu łabędziego wykonanego w latach 1737-1741 dla Henryka Brühla. Muzeum Narodowe w Warszawie

Serwis porcelanowy – komplet naczyń zastawy stołowej dla większej liczby osób, wykonany z porcelany.

## Przykłady najsłynniejszych serwisów z XVIII i XIX wieku
Niektóre serwisy wykonywane na zamówienia rodzin panujących liczyły nawet tysiące sztuk.

### Chelsea Lawrence Street Factory
- Serwis meklemburski (1758–1765) – serwis obiadowo-deserowy (1758–1765). Zamówiony przez króla Jerzego III i królową Charlotte, sprezentowany jej bratu Adolfowi Fryderykowi IV, księciu Mecklenburg-Strelitz w 1764 roku[1].

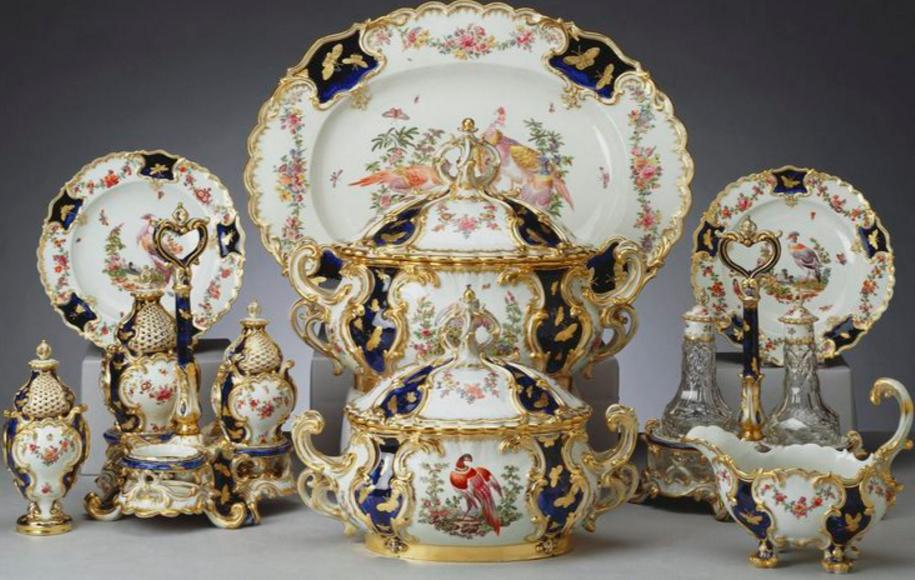
Serwis obiadowo-deserowy Mecklenburg. Dekoracja w stylu rokoko, w kolorze „błękit Mazarina”, z malowanych ptaków i kwiatów (1758–1765)

### Императорский Фарфоровый Завод
- Serwis guriewski – nazywany rosyjskim powstał w fabryce porcelany Łomonosowa w Petersburgu (Императорский фарфоровый завод) na cześć zwycięstwa Rosji w wojnie ojczyźnianej 1812 roku, został zamówiony przez rodzinę carską i liczył 4500 szt., ozdobiony z wykorzystaniem kilku kilogramów złota[2].

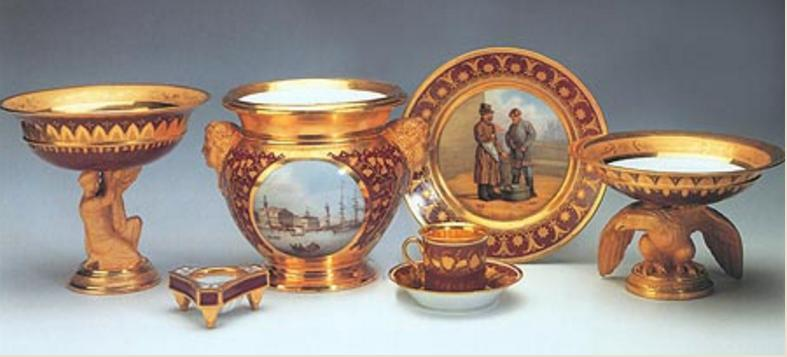
Przedmioty z serwisu guriewskiego

### KPM Meissen
- Serwis chinoiserie – z okazji małżeństwa elektora Bawarii Karola Alberta Habsburga z córką cesarza Marią Amalią w październiku 1722 roku powstał w Miśni pierwszy serwis chinoiserie – prezent od Augusta Mocnego. Serwis zaprojektował Johann Gregor Höroldt, najważniejszy spośród malarzy porcelany miśnieńskiej[3]. Höroldt opracował serie rysunków z życia Chińczyków, które służyły malarzom do zdobienia porcelany. Scenki rodzajowe na tle stylizowanych pejzaży były umieszczane w wielobocznych kartuszach[4].

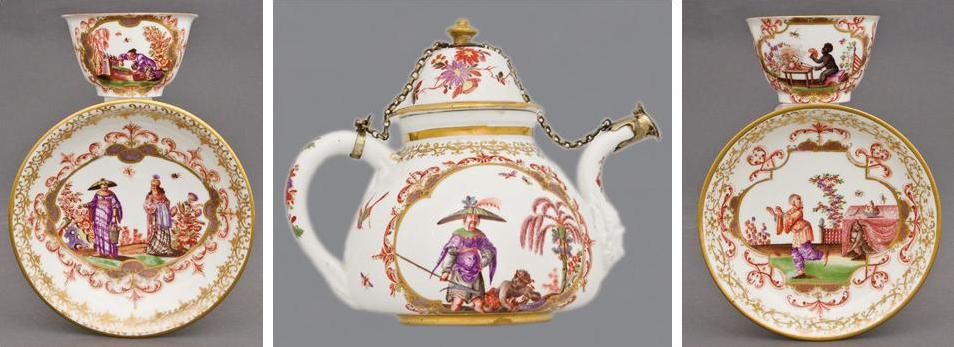
Przedmioty z serwisu chinoiserie, Miśnia 1722-1723

- Serwis żółty, myśliwski (Gelbe Jagdservice; od 1730) – zamówiony ok. 1730 roku przez króla Augusta Mocnego. Dekoracja z lecącym feniksem i indyjskimi kwiatami w rezerwach[5].

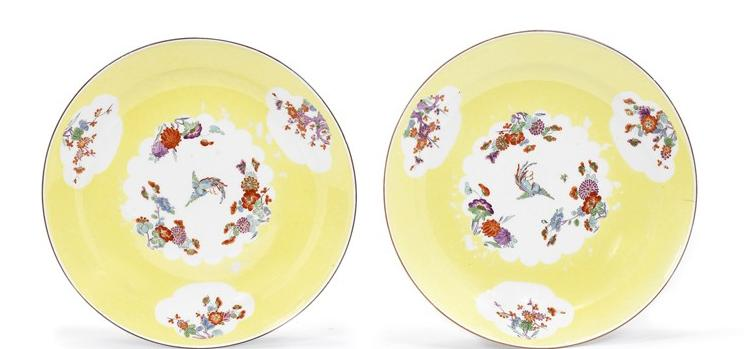
Zamówiony ok. 1730 roku przez króla Augusta Mocnego. Dekoracja z lecącym feniksem i indyjskimi kwiatami w rezerwach

- Serwis ze scenami portowymi – serwis dla księcia von Ragusa (1730 rok). Serwis do kawy i herbaty zdobiony scenami portowymi (Hafenszenen) wykonanymi przez Christiana Friedricha Herolda (1700–1779)[6][7].
- Serwis z motywem lecącego feniksa (od 1732 roku) – serwis wykonany dla króla szwedzkiego Fryderyka I. Posiadał zdobienia w postaci reliefu kwiatów peonii połączonych ze sobą esowym rodzajem wici (radierter Dekor)[8].
- Serwis koronacyjny (1733) – serwis z herbami polsko-saskimi został tak nazwany, ponieważ zbiegał się z datą koronacji Augusta III na króla Polski[9]. Zapoczątkował serie serwisów heraldycznych, które zamawiali związani z dworem możnowładcy np. Sułkowski i Brühl. Drugi serwis o takiej samej dekoracji został wykonany dla hrabiego Vratislava w 1734 roku.

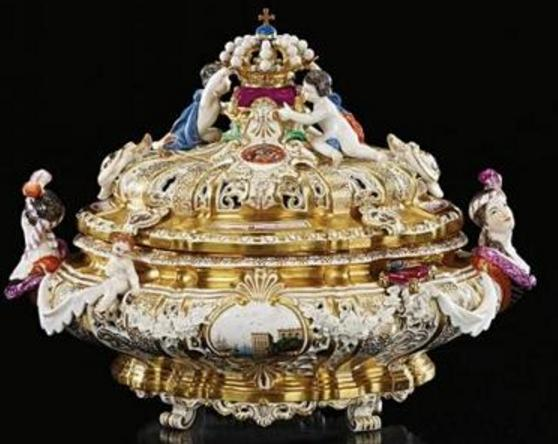
Waza z serwisu koronacyjnego Augusta III, Miśnia 1733

- Serwis Sułkowski (1735–1736) – powstał dla hrabiego Aleksandra Józefa Sułkowskiego i jego żony Marii Anny Frein von Stein. Zdobiony reliefem herbowym Sułkowski Hrabia i wzorem indianische blumen (indyjskie kwiaty). Reliefowy wzór Sułkowskiego składa się z czwórdzielnych pasm plecionki, tworzących kwadraty, ustawionych ukośnie do brzegów naczynia. Wypukłe szwy oddzielają segmenty kwadratów[10][11].

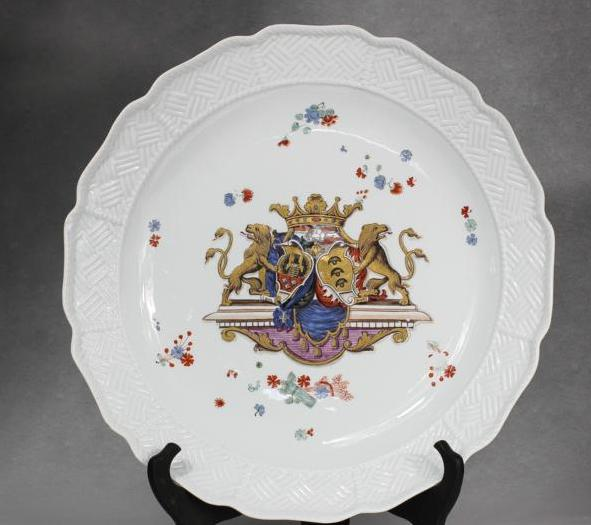
Talerz z serwisu Sułkowski, Miśnia 1735–1737

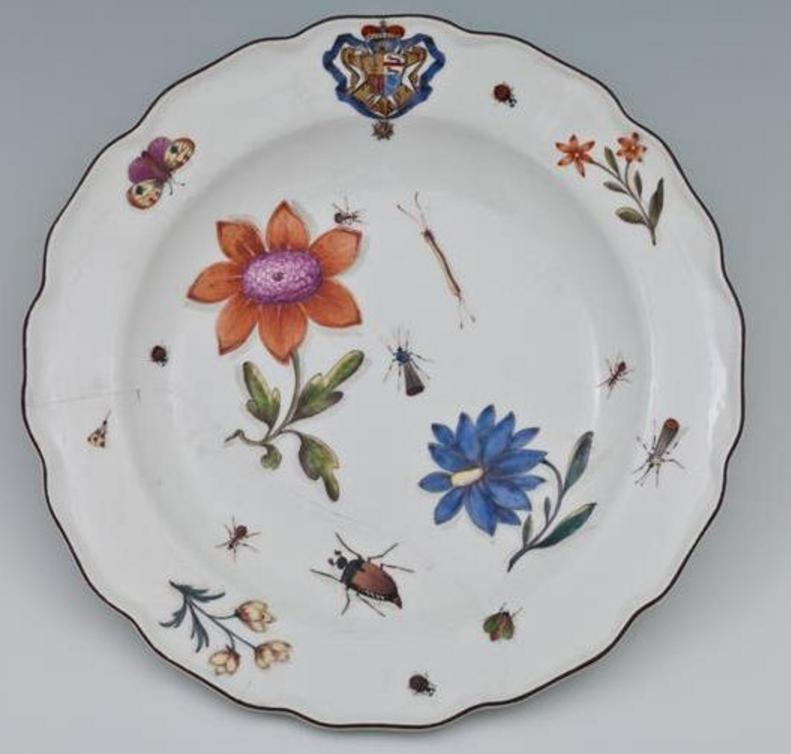
Talerz z serwisu bp.Adama Stanisława Götzendorf-Grabowskiego, Misnia 1740

- Serwis dla Augusta Friedricha von Seydewitza (1735–1740) – serwis zdobiony indyjskimi kwiatami i insektami z wielobarwnym herbem hrabiego Seydewitza[12][13].
- Serwis łabędzi (1737–1741) – wykonany dla hr. Henryka Brühla, który od roku 1733 sprawował stanowisko dyrektora manufaktury. Ukoronowaniem jego pracy był serwis łabędzi. Zdaniem Rheinheckela, wzorów dostarczyła dekoracja fontanny Nymphenbad w Zwingerze, a kształty niektórych naczyń zostały zapożyczone ze złotnictwa francuskiego[14]. Główny motyw – para łabędzi jest zdaniem S. Ducreta przejęty ze współczesnego sztychu[15]. Serwis ten jest największym osiągnięciem pracowni Kändlera. Serwis jest ozdobiony barwnym kartuszem z herbem Brühl-Kolovrat: hr. Brühla i jego żony hr. Kolovrat-Krakowskiej, ponadto ma drobne indyjskie kwiaty. Brzeg podkreślony wąską, złotą bordiurą. Pierwotnie liczył 2200 sztuk. Model stworzyli Johann Joachim Kändler i Johann Friedrich Eberlein[16][17].
- Serwis z „Zielonym Watteau” (Watteauszenen; 1738) – serwis wykonany w 1748 roku dla Karola III króla Neapolu i Sycylii oraz jego małżonki Marii Amalii Wettyn, córki Augusta III Sasa, z okazji ich 10 rocznicy ślubu. Dekoracja wykonana na podstawie grafik przekazanych do manufaktury miśnieńskiej w roku 1741.[18] Ten serwis zwany „Zielonym Watteau”, znany jest tylko z informacji archiwalnych. W latach 1745–1747 wykonano serwis o tej tematyce na dwór neapolitański. W serwisie tym partie pejzażowo-figuralne malowane są miedziową zielenią. Malarzem był Gottlob Siegmund Birkner. Serwisy były zdobione plastyczną dekoracją kwiatową, zwaną reliefem Gotzkowskiego (Johann Ernst Gotzkowsky). (Meissener Porzellan 1710–1810, Rainer Ruckert. Hirmer Verlag Munchen 1966 rok, str. 19, 107, 108, Mariusz Chruściński, Forum Antyki Szczecin, Najsłynniejsze serwisy europejskie XVIII i XIX w., 2016)
- Serwis dla Klemensa Augusta z muszlami (1741–1742) – dekoracja malarska złożona jest ze swobodnie rozłożonych „graficznych kwiatów” (Holzschnittblumen) oraz owadów. Na każdym obiekcie widnieje herb z inicjałami CA otoczonymi czarną szarfą pod koroną[19].
- Serwis bp. Adama Stanisława Götzendorfa-Grabowskiego – stylistycznie bliski dekoracji serwisu Klemensa Augusta, został zamówiony w Miśni po 1740 r., kiedy Grabowski otrzymał z rąk Augusta III Order Orła Białego. Dekoracja malarska złożona jest ze swobodnie rozłożonych w lustrze i kołnierzu „graficznych kwiatów” oraz owadów – rzucających malowane szarościami cienie. Falista linia brzegów dodatkowo podkreślona jest brunatnym konturem. Na kołnierzu talerza znajduje się otoczony wstęgą z Orderem Orła Białego czterodzielny herb pod mitrą[20][21][drugi z przypisów niejasny].

### KPM Berlin
- Potsdam serwis 1 i 2 – pierwszy serwis był wykonany w latach 1763–1765 malowany przez pozyskanego z Miśni malarza Carla Wilhelma Boehme dekoracja nosi nazwę "Reliefzierat". Serwis powstał po odkupieniu manufaktury przez Fryderyka II Wielkiego i był przeznaczony do wystroju nowego pałacu w Poczdamie. Ozdobiony był złoconym ornamentem rocaille i kwiatami. Drugi powstał w 1765 roku i był w kolorze zielonym[22][23][21][brak odnośnika].
- Serwis wrocławski (Breslauer Service) – powstał w 1767 roku, zaprojektowany przez Friedricha Eliasa Meyera.Serwis zdobiony złoconymi ornamentami Antiquen i błękitną Mosaique z naturalnymi kwiatami i girlandami[24].

### Royal Copenhagen
- Serwis Flora Danica – po raz pierwszy wykonany na zlecenie księcia Fryderyka, późniejszego króla Fryderyka VI, w manufakturze porcelany Royal Copenhagen, która powstała w Danii w 1775 roku. Serwis miał być prezentem dla carycy Rosji, Katarzyny Wielkiej. Pierwsze części były gotowe około 1788 roku, ale caryca zmarła w 1796 i nigdy nie otrzymała serwisu. Serwis w ilości 1802 sztuk wszedł w posiadanie króla Chrystiana VII Oldenburga w 1803 roku. Zdobienia serwisu podjął się jeden z największych malarzy porcelany, Johann Christoph Bayer, zatrudniony przez manufaktury w 1776 roku, który na wykonanie dekoracji poświęcił 12 lat. Produkcję serwisu wznowiono przy okazji sojuszu księżnej Aleksandry i księcia Walii, późniejszego króla Edwarda VII. W 1863 roku został podarowany jako prezent ślubny[25][26].

### Wiedeńska Manufaktura Porcelany (Wiener Porzellanmanufaktur)
- Serwis Habsburg – zamówiony przez małżeństwo arcyksięcia Franciszka Karola i księżniczkę Zofię Wittelsbach w roku 1821[27].

### Sevres
- Grand Service de Versailles – wykonany dla króla Francji, Ludwika XVI, do pałacu wersalskiego. Produkcja i zdobienie trwały 20 lat od roku 1783 do 1803. Zdobiony charakterystycznym, niebieskim kolorem. Rezerwy ze scenami mitologicznymi (z historii rzymskiej i greckiej), ozdobione girlandami z liści. Centralne rezerwy z przygodami Telemacha i Metamorfozami Owidiusza[28].

## Galeria

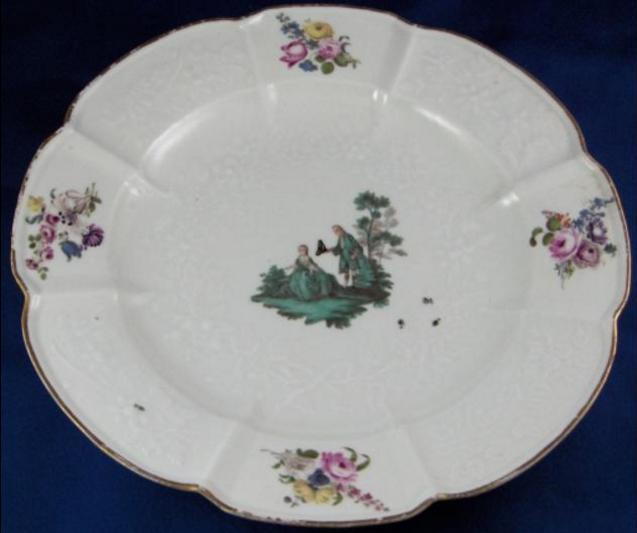
Talerz z serwisu „Zielony Watteau”, ok. 1738
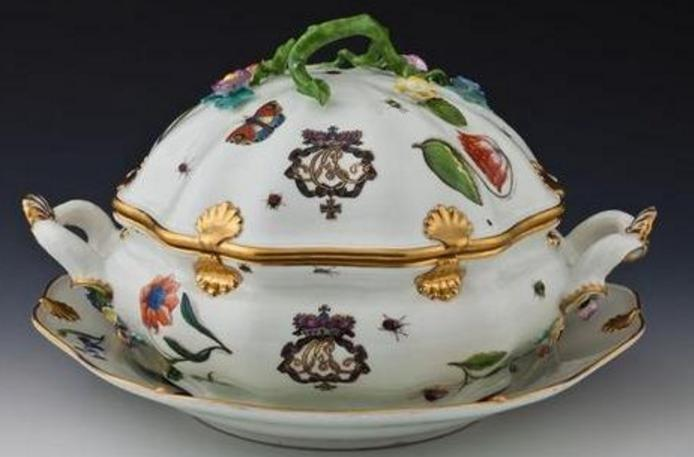
Teryna z serwisu Klemensa Augusta z muszlami, 1741–1742
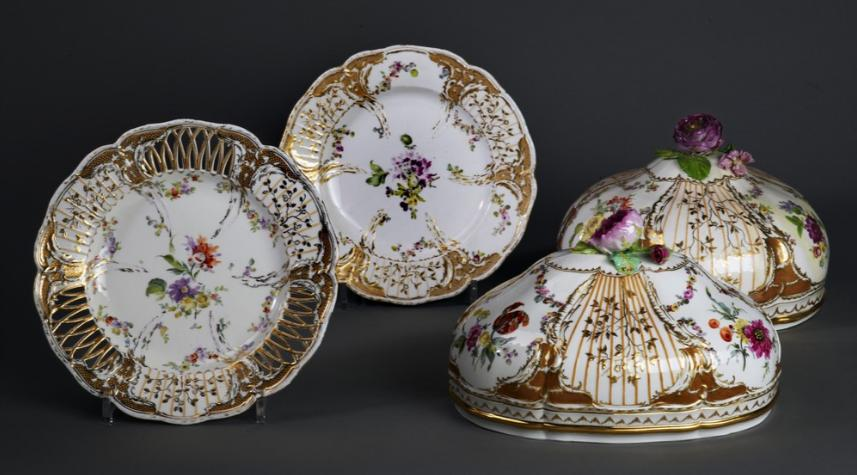
Talerze i pokrywy z serwisu Potsdam nr 1, 1765
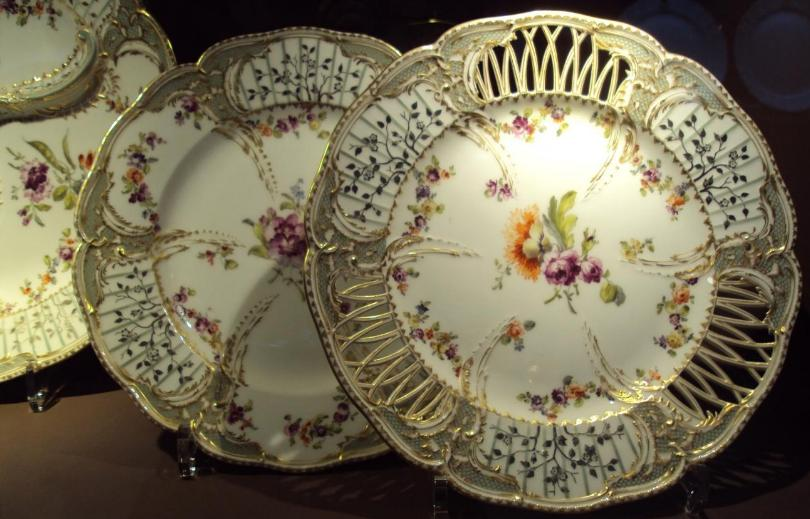
Talerze z serwisu Potsdam nr 2 (zielonego), po 1765
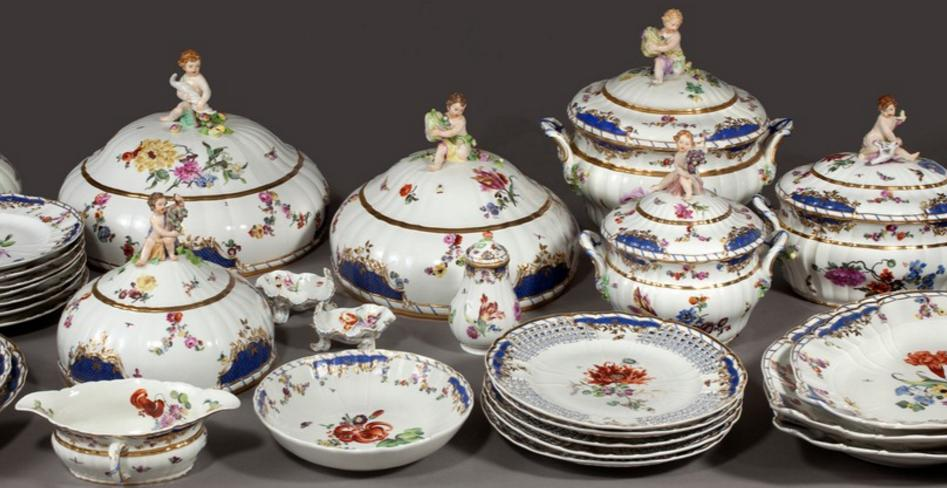
Serwis wrocławski, zaprojektowany przez Friedricha Eliasa Meyera, 1767
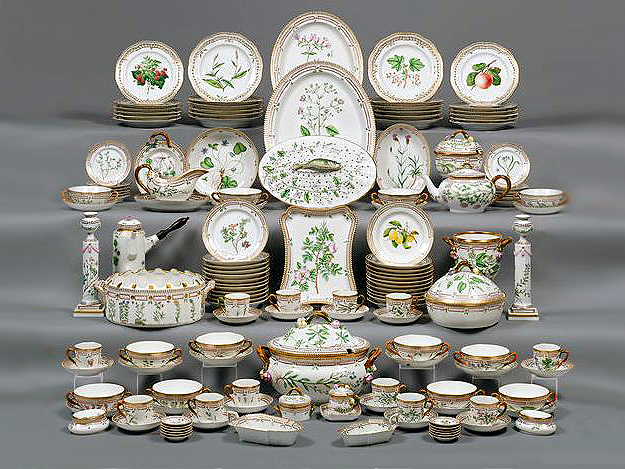
Serwis obiadowy Royal Copenhagen Flora Danica, ok. 1790
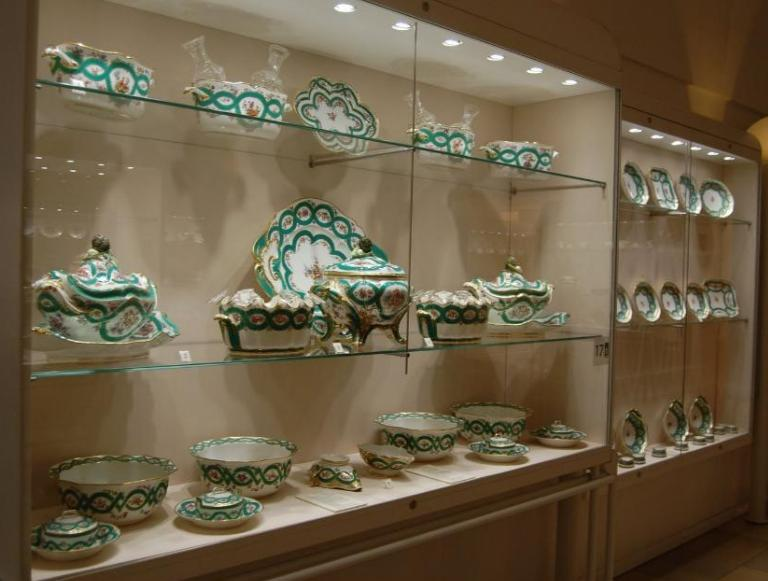
Serwis Habsburg z zielonymi wstążkami, 1821–1824
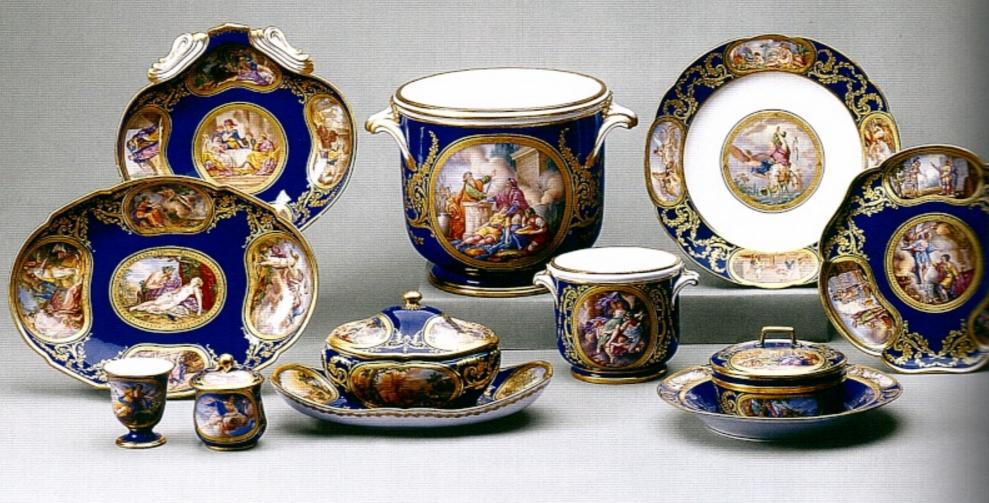
Grand Service Ludwika XVI do pałacu wersalskiego, 1783–1803
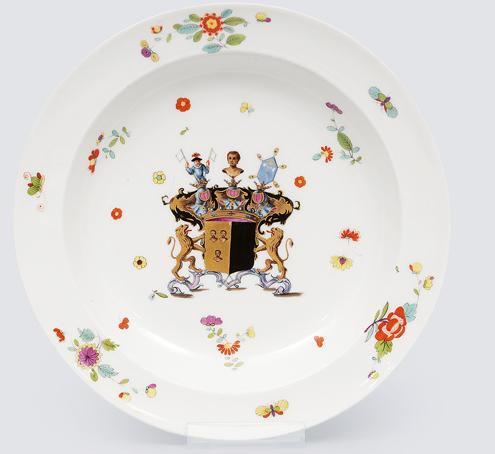
Talerz z serwisu Augusta Friedricha von Seydewitza, 1735–1740